# NGC 5804
NGC 5804 este o galaxie spirală situată în constelația Boarul. A fost descoperită în 15 mai 1787 de către William Herschel. Se află la o distanță de 62,67 de megaparseci de Pământ.